# Ik ben verliefd (Sha-la-lie)
„Ik ben verliefd (Sha-la-lie)” (nl.: Sunt îndrăgostită (Șa-la-li)) este o melodie compusă de Pierre Kartner, care a reprezentat Țările de Jos la Concursul Muzical Eurovision 2010. Pe 7 februarie 2010 s-a decis ca Sieneke Peeters să o interpreteze, ca urmare a câștigării competiției Nationaal Songfestival de către cântăreață.

## Critici
Cântecul „Ik ben verliefd, Shalalie” a fost criticat de publicul și presa din Țările de Jos, fiind considerat prea demodat. Modalitatea alegerii interpretei câștigătoare a stârnit de asemenea controverse, după ce competiția se terminase cu o egalitate de puncte. Compozitorul Kartner a fost obligat să aleagă după ce a declarat că nu poate și după ce a intenționat să hotărască rezultatul dând cu banul.
| Clasament (2010)          | Poziție |
| ------------------------- | ------- |
| Dutch Mega-Single Top 100 | 1       |
| Dutch Top 40              | 12      |